# Glenea fatalis
Glenea fatalis là một loài bọ cánh cứng trong họ Cerambycidae.